# Stilobezzia edwardsi
Stilobezzia edwardsi är en tvåvingeart som beskrevs av Ingram och John William Scott Macfie 1931. Stilobezzia edwardsi ingår i släktet Stilobezzia och familjen svidknott. Inga underarter finns listade i Catalogue of Life.